# Mikroregion Itajubá

Mikroregion Itajubá

Mikroregion Itajubá – mikroregion w brazylijskim stanie Minas Gerais należący do mezoregionu Sul e Sudoeste de Minas.

## Gminy
- Brasópolis
- Consolação
- Cristina
- Delfim Moreira
- Dom Viçoso
- Itajubá
- Maria da Fé
- Marmelópolis
- Paraisópolis
- Piranguçu
- Piranguinho
- Virgínia
- Wenceslau Braz